# 王雲五
王 雲五（おう うんご）は中華民国の政治家・実業家。商務印書館の総経理として活動するなど、中華民国期における出版業界の重鎮であった。また、国共内戦期に財政部長として金円券政策を実施したことでも知られる。名は之瑞だが、一般には字の雲五で知られる。幼名は日祥。族派名は鴻禎。号は岫廬。筆名は出岫、竜倦飛。祖籍は広東省広州府香山県。

## 事績

### 初期の活動
上海の小規模商店の家庭に生まれる。幼い頃から店舗で働きつつ、英語を夜学などで学んだ。1906年（光緒32年）冬、上海益智書室から教員として招聘され、英語・数学・史学・地理を教える。翌年春、振群学社社長となり、10月、中国新公学（後に中国公学に吸収合併される）で英語教師となる。このとき、胡適、朱経農、楊杏仏などが学生となった。1909年（宣統元年）、江蘇省の留美（米国留学）予備学堂で教務長に任ぜられる。
辛亥革命後に王雲五は孫文と対面し、1912年（民国元年）1月の中華民国臨時政府成立と共に、大総統府秘書に招聘された。3月、教育総長に任命された蔡元培に随従して、北京政府教育部で専門司第1科科長に任ぜられる。同年、国民党に加入し、国民党が運営する『民主報』主編をつとめた。また、国民大学法科で英語の科目を担当している。同年5月に教育部の職務を辞任し、中国公学大学部で英文修辞学などを教えた。1916年（民国5年）春からは上海に戻り、同年7月、蘇粤贛三省禁煙特派員となる。まもなく翻訳業に専念し、1920年（民国9年）には上海公民書局の『公民叢書』で主編となった。

### 商務印書館の重鎮へ
1921年（民国10年）9月、王雲五は胡適の推薦で商務印書館で編訳所長となった。王は「教育普及」「学術独立」の出版方針を掲げて、組織を改革し、朱経農・楊杏仏・周鯁生・竺可禎など専門家を招聘して、多様な出版活動を展開し始める。編訳所長の地位にあった間、『万有文庫』を創設し、各種の英語辞書や百科事典を編集・発行するなど顕著な功績を残した。さらに辞書検索方式の研究を行い、1927年（民国16年）4月に「中外図書統一分類法」を表し、1928年（民国17年）10月、「四角号碼検字法」を創出した。
このほか、王雲五は上海図書館協会会長にもなり、商務東方図書館館長、中華民国大学院訳名統一委員会主任委員、中華図書館協会執行委員、中国公学校董事なども歴任した。しかし1929年（民国18年）10月に王は労働組合との対立が激化し、編訳所長を辞任、いったん商務印書館を離れている。王は楊・蔡の紹介で中央研究院社会科学研究所法制組主任兼研究員となった。
1930年（民国19年）春、王雲五は商務印書館に総経理として返り咲く。その際にも王は諸外国で科学的経営管理を視察し、その際に得た知識を元に商務印書館の組織改革を進めようとした。1932年（民国21年）1月の第一次上海事変（一・二八事変）で商務印書館は破壊に遭ったため、王は内地へ会社・設備を次々と移す。その一方でコスト低下などの改革に取り組みつつ、大量出版を手がけ、事変前よりも売上げは遥かに成長した。これにより出版企業人としての王の名声は高まることになる。

### 戦中期・内戦期の政治活動
抗日戦争勃発後は、王雲五は香港に移り、ここで出版事業展開の指揮をとる。1941年（民国30年）12月に香港が陥落すると、王は重慶へ逃れてやはり事業を継続した。なお戦時中には、政治活動にも加わり、国民参政会参政員を4期にわたりつとめている。さらに三民主義青年団設計委員会委員、中訓団党政班講師、国防最高委員会憲政実施協進会常務委員、中国発明協会理事長などを歴任した。
戦後、1946年（民国35年）1月に開催された政治協商会議（旧政協）には、王雲五は「社会賢達」の無党派人士として参加している。ただし、王は上述の通り宋教仁時代の国民党には加入したことがある上に、戦時中は特に中国国民党（蔣介石）を支持し、中国共産党に対しては否定的な言動・姿勢で一貫している。同年5月、国民政府で経済部長に任命された。11月の制憲国民大会では代表兼主席団構成員をつとめた。
1947年（民国36年）4月、王雲五は行政院副院長に昇進し、経済委員会委員・予算委員会主任委員・賠償委員会主任委員・善後事業委員会主任委員も兼任した。1948年（民国37年）5月、翁文灝内閣で財政部長に任ぜられて財政改革に取り組むことになり、金円券発行など各種政策を展開した。しかしすでに国内経済・貨幣制度の崩壊を止めることができる段階には無かった。金円券もあっけなく価値が暴落して、政策の責任者として王は真っ先に非難を浴び、さらに翁内閣も崩壊してしまう。この間、わずか半年だった。

### 台湾での活動
失脚後の王雲五は、1949年（民国38年）2月に香港へ赴き、国華両合公司（国華出版社）を創設し、出版界に戻る。1951年（民国40年）1月、台湾に移り、国華出版社分社を設立した。その後、政界に復帰し、行政院設計委員、総統府国策顧問、考試院副院長、行政院副院長兼経済動員計画委員会主任委員などを歴任した。なお1963年（民国52年）7月には、暫時ではあるが行政院長の職務を代理している。
王雲五は、台湾でも出版事業・文化事業への取組みを続け、国立故宮博物院理事長、台湾政治大学政治研究所教授、中華文化復興推進委員会副会長、台湾商務印書館業務計画委員会主任委員などを歴任した。1963年12月に政界を引退して出版界での活動に専念することになり、翌年7月、台湾商務印書館董事長となっている。1979年（民国68年）8月14日、台北市にて病没。享年92（満91歳）。

## 著作
- 『中外圖書統一分類法』
- 『四角號碼檢學法』
- 『科學方法及其應用』
- 『二千五百餘年來中國治學方法的綜合研究』
- 『王雲五大辭典』（編著）
- 『王雲五小辭典』（編著）

以上のほか、著作・編著作あわせて400件以上にのぼる。

## 注
1. ↑  熊（1997）、453-454頁。
2. 1 2 3 4 5 6 7 8 9 10  徐主編（2007）、152頁。
3. ↑  劉国銘主編（2005）、129頁。
4. ↑  熊（1997）、454頁。
5. ↑  劉国銘主編（2005）、129-130頁。
6. ↑  熊（1997）、454-455頁。
7. 1 2 3 4 5 6 7 8  劉国銘主編（2005）、130頁。
8. ↑  熊（1997）、455頁。
9. ↑  熊（1997）、455-457頁。
10. ↑  熊（1997）、457-458頁。
11. ↑  熊（1997）、458-459頁。
12. ↑  熊（1997）、459-460頁。
13. ↑  熊（1997）、460頁。
14. ↑  熊（1997）、460-461頁。